# 石浦外喜義
石浦 外喜義（いしうら ときよし、1961年7月10日 - ）は、日本の高校教諭。鳥取城北高等学校の校長・相撲部総監督。ちゃんこ店経営者。石川県能美市出身。
担当教科は保健体育。相撲選手時代の体格は身長178cm、体重90㎏。元大相撲力士・石浦鹿介（現23代間垣）の父。

## 来歴

### 幼少期
小学校時代には村の相撲大会に出てはいたが、この頃は本格的に相撲を取っていたわけでなく、相撲大会には景品目当てで出場していた。幼少期の石浦は相撲より野球が好きで、甲子園へ出場してプロ野球選手になりたいという夢を持っていた。

### 金沢高校相撲部入部まで
金沢高校は横綱・輪島の出身校であり、野球も甲子園出場経験があるなど決して弱くはなかったが、学校で怖い先生として恐れられていた顧問の岡大和に相撲部へ勧誘される。岡は石浦が小学校の頃から少し相撲をやっていたことを知り、相撲部に勧誘したが、石浦は勧誘された時点で体重が55㎏しかなく、野球部に誘われていたこともあって野球部に入りたいと思っていた。相撲をやっていると胸が高鳴ることを感じたが、軽量ゆえに相撲を続ける自信が出なかった。相撲部に入ることを断ろうと岡の元へ行くと、岡からかつ丼2杯とラーメン1杯を振る舞われ、料理を出した食堂の女性から「あの先生、すごくいい先生よ」｢え!? その体で!? だから先生、こんなに注文して……そりゃ食べた方がいいよ」と言われたこともあって、相撲を諦められない雰囲気に包まれた。以降、岡に食事稽古を言い渡されるが、心痛もあって食事が喉を通らず、一方で野球部からは「早く来んかい、お前何やってるんだ」と注意された。
野球部の先生に岡へ相撲部への入部を断るように言ってほしいと頼んだが、先生も岡を怖がるためどうにもならなかった。しばらくすると高校1年生の6月になったが、入部を断る決意をして岡のところへ行った石浦は、いきなり宇佐大会という全国大会の出場メンバーのリストを見せられた。補欠の下に将来性のある部員が同行メンバーとしてリストアップされており、石浦の名前がそこにはあった。途端に、石浦は行ったことのない大分県に行けて、新幹線にも乗れる嬉しさから我を忘れ、そのこともあって入部を決意。

### 金沢高校相撲部時代
金沢高校相撲部に入部した石浦は、岡から壁に向かってひたすら四股を踏むことを命じられた。この教えは雑念を捨てて集中して四股を踏むやり方として後の鳥取城北での指導に生きている。石浦の稽古の成果が最初に現れたのは2年生の時の石川県大会であり、この時はなぜか強いはずの先輩が負けてしまい、自分でもよくわからないうちに勝ち進んで準優勝を果たせた。しかしこの時は「口惜しかったら優勝しろ」という考えから、岡はインターハイへは石浦ではなく先輩を出場させ、さらに「でも、来年3年生になって、お前が負けて後輩が優勝しても、かわりにおまえ行けっていうことはしないからな」と言った。悔しくて稽古を積んだ石浦は、当初55㎏であった体重を70㎏まで増やし、その甲斐あってか3年生の時の石川県大会では見事に優勝を果たし、岡は「ほんとに強くなったな」と自分のことのように喜んでくれた。

### 大学時代・国体選手時代
高校卒業後は日本大学に進学。当時の相撲部の監督であった田中英壽は「体重が100㎏以上になったらレギュラーにしてやる」と話し、増量方法については夕食に米をたくさん食べ、さらに寝る前に酒をかけた米を食べることを教えた。だが石浦は元々食事稽古に熱心でないため中々体重が増えなかった。そうしたこともあってか石浦の大学時代の最高成績は大学選抜七尾大会の個人ベスト8であり、後に石浦は「やはり体力の差が大きかったと思います」と振り返っている。卒業後は国体選手として鳥取入り国体入りした後、郵政局の勧誘があったが固辞した。

### 鳥取城北高校時代
1986年、特に就職の条件を何も聞かずに、鳥取城北高等学校の体育教員・相撲部監督に着任。1987年、中国大会で団体優勝。1988年インターハイ初出場で団体3位。2011年には高校総体、国体などの全国6大会の団体・個人戦で優勝。鳥取城北が相撲の名門と言われるようになったのは平成以降のことであると、石浦本人が自著で語っている。石浦が指導した相撲部員の中には後に横綱となる照ノ富士や同じく大関となる琴光喜がおり、他にも関脇・逸ノ城、幕内・貴ノ岩、幕内・大喜鵬などがいる。長男の将勝（石浦鹿介）も幕内に昇進している。モットーとして「嘘のない稽古・教育」を掲げており、自宅の一部を相撲部員の寮にするなど、生活全般に渡り「人間づくり」を目指した指導に力を入れている。

## 人物

### 相撲指導者・教育者として
- 埼玉栄高校や明治大学中野高校と張り合うことは中央に殴り込みをかけているようなものと認識しており、それを「雑草魂」と呼んでいる[19]。
- 指導者としては「四股やすり足を嫌というほど繰り返すなど、基本の稽古でくたくたになる。その上で体が要求するまま、食べたいだけ食べれば、当然ながら眠くなります。眠くなったら眠りたいだけ眠る。こんな健康的な生活はありません」と力士たちにアドバイスしている。逆に稽古をせずに夜食を食べることは駄目だといっている[20]。菓子やジュースは鳥取城北相撲部では禁止しており、既成の食品は部員にほとんど与えない(だだし、稀にコンビニで大量の食事を買っている姿が目撃されている)。栄養士に寮のちゃんこを見せたところ「根菜類やキノコ類がたくさん入ってるため目一杯食べても大丈夫」「白米を五分づきにして麦を混ぜているのも合格点」とお墨付きを受けた[21]。
- 自身は相撲選手時代、辛いという理由で食事稽古を怠ることがあったが、その反省を生かして教え子に対しては食事稽古をきちんと行うように指導している[22]。
- 鳥取城北相撲部について、大相撲力士を送り出すためにあるのではなく、あくまでほかの部活動と同じく若者教育の一環として存在すると捉えている[17]。希望者は全員相撲部に入部させ、モンゴル人部員も力士として通用するかどうかという観点で勧誘したことはないと明かしている[23]。
- 指導者として部員達に唱えさせていることは「しょげない」｢おごらない」｢あきらめない」の3つである[24]。自らを追い込む稽古を部員がするように、「もういいのか」と声を掛け「いいえ、やります」というように仕向ける[25]。
- モンゴル人留学生は親思いでありハングリー精神を持っていることから、日本の生徒に良い影響を与えると考えている[26]。一方、モンゴル人留学生の中には、相撲さえ強ければよいという考えの持ち主もいるといい、その辺は日本人の生徒を見習うべきであるとしている[27]。
- 学生の本分は勉強であるという考えから、朝食抜きの稽古は授業のない土日に限定している。実際のところ、朝練を行わないで普通に朝食を食べさせることにより、授業に遅刻しない、勉強に集中できる、余方としての生活習慣を身に着けられるというメリットがある[28]。生徒からは「先生に殺される」と恐れられるほどの厳しさではあるが、あくまで相撲一辺倒の生活を送らせない方針である[29]。
  - 土日も稽古は朝9時からであり、12時ごろに食事をさせて、午後は自由時間。日曜日の昼は稽古後にちゃんこを食べた後、夜は自由に外食してもよいことにしている。相撲部では日曜日の外食代は1000円までと決めているが、部員達の行きつけの店では店側の配慮もあって1000円では通常食べられないような山盛りの量が出される[30]。

### 教え子に関するエピソード
- 逸ノ城に対してはしつこいほどに四股の重要性を説き、嫌というほど四股を踏ませた[31][32]。上半身を鍛える手段はたくさんあるが、下半身を鍛えるには四股ぐらいしか方法がないと考えている[33]。
- 女子相撲選手の草分けである上田幸佳を指導した人物としても知られる[34]。小学生時代の上田は体格が良かったため石浦に誘われ、当時女子相撲など奇異の目で見られていた時代であったがその意外性に興味をもった上田は勧誘に乗った[35]。上田は中学でも相撲部に入り、全日本大会で優勝を果たし、鳥取城北でも自然な流れで相撲部に入部[36]。鳥取城北相撲部に入部した際には女子部員である上田に対するケアとして石浦は妻や美田萌という女性教員に協力を仰ぎ、美田萌は上田の相撲競技における後輩として実際に相撲を取った。上田はその後大学でも相撲を続け、2017年4月時点では中学校の女子相撲部の指導者となっている[36]。

### その他相撲関連
- 1988年に鳥取城北がインターハイで団体3位に輝いたときのことについて「その時の選手たちの平均体重は90㎏。100㎏を優に超える選手ばかりの中で、これはまさに小兵軍団だったといえます」と振り返っている。
- 相撲ほどスタートの遅いスポーツはないと考えている。概して「中卒で入門する場合もあるからかなり早い時期に才能を見出されて入門すると思われるがそれは大きな勘違いです。小学生から中学生を過ぎた、やっと相撲らしい相撲が取れるようになってからの高校生が延びる率が極めて高く、それで私は、相撲はあまり早くからは芽が出ない競技だと思っているのです」としている[37]。
- 鳥取城北相撲部出身者が関取に昇進した際、校章をデザインしたものではなくそれぞれの力士の個性に合わせたオリジナルの化粧廻しを贈呈する。逸ノ城の場合は鳥取の氷ノ山に生息するイヌワシが悠々と羽を広げた姿をデザインしたものを、照ノ富士の場合は朝日に照らされる伯耆富士の柄のものを送られた[38]。

## 著書
- 『弱くても勝てる 強くても負ける』、2017年、幻冬舎